# Anatolij Parfionow
Anatolij Iwanowicz Parfionow (ros. Анатолий Иванович Парфëнов; ur. 17 listopada 1925 w Dwornikowie, zm. 28 stycznia 1993 w Moskwie) – radziecki zapaśnik walczący w stylu klasycznym. Złoty medalista olimpijski z Melbourne 1956, w kategorii plus 87 kg.
Mistrz ZSRR w 1954 i 1957; trzeci w 1956 i 1959 roku. Skończył karierę w 1964 roku. Trener i sędzia, aktor. Uczestnik II wojny światowej. Odznaczony Orderem Lenina i innymi medalami wojskowymi. Jego nazwisko nadano planetoidzie 7913. Pochowany na Cmentarzu Piatnickim we wsi Marinka w rejonie woskriesieńskim obwodu moskiewskiego.